# Rondissone
Rondissone és un comune (municipi) de la ciutat metropolitana de Torí, a la regió italiana del Piemont, situat a uns 30 quilòmetres al nord-est de Torí. A 1 de gener de 2019 la seva població era de 1.887 habitants.
Rondissone limita amb els següents municipis: Chivasso, Cigliano, Mazzè, Saluggia, Torrazza Piemonte i Verolengo.